# Christy Gibson
Christy Gibson (Amsterdam, 28 mei 1978), door haar fans ook wel Kitty genoemd, is een Nederlands-Brits zangeres. Ze zingt in de traditionele Thaise muziekstijlen mor lam en luk thung.

## Biografie
Gibson is een dochter van een Nederlandse moeder en een Britse vader. Op haar zesde vertrokken haar ouders naar Thailand om een christelijke hulpgroep te ondersteunen en Engels te onderwijzen. Ze groeide op het platteland van Isaan op en paste zich aan haar nieuwe omgeving, taal, eten en klimaat aan. Tijdens haar jeugd leerde ze ook de Zweedse Jonas Anderson leerde kennen die de stijl luk thung zingt. Anders dan Gibson leerde Anderson de Thaise muziek van lokale zangleraren.
Haar beheersing van het Thai is vloeiend en ze heeft een sterke stem. Ze zingt ook in het Engels, Chinees, Arabisch en Koreaans. Voor de inwoners waren haar optredens met Thaise muziek aanvankelijk onwennig. Deze drempel viel in de regel weg zo gauw ze eenmaal begon te zingen.
Gibson trad aanvankelijk op in kleine horecagelegenheden en bij kleine evenementen. Aan het begin van de jaren 2000 werd ze uitgenodigd voor een populaire televisieshow. Vervolgens tekende ze een contract bij Sony Music Thailand die duetten met haar en Anderson opnam. Haar ster rees en ze was steeds vaker op de Thaise televisie te zien.  Ze toert door het hele land, geeft interviews en heeft een aantal albums en videoclips uitgebracht. In 2004 behoren ze tot de top van de luk-thung-artiesten van Thailand.
Na de overstromingen in Thailand van eind 2011, met een tol van meer dan achthonderd dodelijke slachtoffers en miljoenen ontheemden, bracht ze Yah yohm pae (Geef niet op) uit. Het muziekalbum betekende een symbool van hoop voor veel mensen. Hierna werd ze benoemd tot goodwill-ambassadeur van iCare Thailand, een organisatie voor minderbedeelden die zich inzet voor mensen van verschillende etniciteit. Ze werkt ook mee aan andere liefdadigheidsprojecten en helpt projecten om de Thaise cultuur te bevorderen.
In 2016 bracht ze de single Rejoice! uit waarin ze klassieke muziek, Colombiaanse Cumbia en Thaise popmuziek met elkaar vermengt. Met deze muziek wil ze ook een meer westers publiek bereiken.